# Läppar tiger (ögon talar)
Läppar tiger (ögon talar) är en låt av Lustans Lakejer, skriven av Johan Kinde och Peter Bergstrandh.
Den utgavs först på albumet En plats i solen från 1982 med titeln Läppar tiger, ögon talar. En nyinspelad och omarrangerad version av låten gavs 1983 ut som singel med titeln Läppar tiger (ögon talar) med en version av Jacob Gades Tango Jalousie på b-sidan. Originalversionen producerades av Richard Barbieri och har saxofonspel av Mick Karn. Singelutgåvan är en soulinfluerad version med blåsarrangemang i stil med brittiska band som ABC. Singeln gick in på 20:e plats på svenska singellistan i juni 1983.

## Låtförteckning
7" vinyl Stranded Rekords REK 034 1983
1. Läppar Tiger (Ögon Talar) – 3.00
2. Tango Jalousie – 4.30